# Gaiares
Gaiares (ガイアレス, Gaiaresu) é um shooter de rolagem desenvolvido pela Telenet Japan e publicado pela Renovation para o Mega Drive no Japão e na América do Norte em 1990. Foi um dos primeiros jogos de cartucho de 8Mb no Mega Drive. Seu título combinou Gaia (mãe Terra) e uma forma abreviada/abreviação da palavra "resgate" (Res), que é o principal objetivo da batalha que acontece dentro do enredo.

## Jogabilidade
A maioria dos shooters horizontais exigem que a nave do jogador entre em contato com uma cápsula para ganhar armas. O design de Gaiares era diferente, e apresenta um dos mais originais e único sistema de power-up de arma do gênero de shooters à data. O dispositivo do TOZ System pode ser disparado como a Força do R-Type, exceto que cada vez que entrar em contato com um inimigo, ele herdará e aprenderá sua arma; o jogador pode roubar o mesmo inimigo repetidamente até que a força da arma esteja no máximo. Existem 18 armas no total a serem capturadas, e a aparência de cada arma varia dependendo do medidor de força.
Muitos dos designs de fase foram fortemente influenciados por Macross, Gradius e Valis, embora alguns desvios sejam aparentes em chefes como Death Ghetto e Mermaid. Gaiares faz uso extensivo de efeitos de rolagem parallax, onda e deformação em todas as oito fases, e os chefes são na maior parte do tamanho da tela, tornando-se um dos shooters de estreia da plataforma de 16 bits. O jogo é notório por seu alto nível de dificuldade.

## Enredo
No ano 3000, a Terra tornou-se um depósito tóxico devastado por seres humanos descuidados, deixando um terreno baldio poluído e inabitável. Os piratas espaciais Gulfer, liderados pela malvada Rainha ZZ Badnusty, planejam coletar a poluição para criar armas de destruição em massa. O United Star Cluster de Leezaluth enviou uma advertência à Terra sobre seus planos, afirmando que se eles não pudessem impedi-los, seriam forçados a transformar em supernova o sol da Terra para fazê-lo sozinhos; mas se conseguissem, Leezaluth usaria sua tecnologia para restaurar a Terra à sua beleza anterior.
Dan Dare (Diaz no original japonês), um jovem piloto da Terra foi escolhido para ser o piloto de uma novo nave de combate para combater o Gulfer. A nave está armada com uma poderosa arma experimental de Leezaluth, chamada TOZ System, que seria operada por Alexis, um emissário de Leezaluth.

## Recepção
Gaiares foi muito bem recebido. A MegaTech opinou que era "um excelente jogo de aparência, mas de longe o mais difícil shoot 'em up de rolagem horizontal disponível no Mega Drive". Foi o primeiro jogo a receber pontuações perfeitas em todas as categorias no GamePro.
Uma análise de 2002 da Game Informer chamou-a de "uma obra-prima de shooter" e "talvez o melhor de todos os shooters 2D de rolagem horizontal". Uma análise retrospectiva de 2008 da IGN chamou-o de "um excelente shooter que envelheceu muito bem desde o fim do Mega Drive".